# Садко (филм)
Садко (рус. Садко) је совјетски авантуристички фантастични филм из 1953. у режији Александра Птушка и адаптацији Константина Исајева, из истоимене опере Николаја Римског-Корсакова, која је заснована на истоименој руској билини (епској причи). Музика је партитура Римског-Корсакова.
Филм је објављен у Совјетском Савезу од стране Mosfilm-а у јануару 1953. Дистрибуиран је у САД од стране Artkino Pictures са енглеским титловима касније 1953. године, а 1962. је синхронизован на енглески од стране Роџер Кормановог The Filmgroup Inc. и дистрибуиран као The Magic Voyage of Sinbad.